# Leucadendron pondoense
Espèce
Leucadendron pondoense est une espèce de plantes à fleurs de la famille des Proteaceae. Cet arbuste à fleurs, originaire du Cap-Oriental en Afrique du Sud, fait partie du fynbos. 

## Description
Leucadendron pondoense atteint 6 m de haut et fleurit de septembre à décembre. La plante meurt après un incendie, mais les graines survivent. Celles-ci sont stockées dans un trou sur la plante femelle et tombent au sol après un incendie, se propageant peut-être par le vent. La plante est unisexuée et il existe des plants distincts, avec des fleurs mâles et femelles, pollinisées par le vent.

## Répartition et habitat
Leucadendron pondoense est originaire du Cap-Oriental, où elle est présente dans le Pondoland, de Port St. Johns à Port Edward, KwaZulu-Natal. La plante pousse dans le lit des rivières.

## Statut de conservation
L'espèce Leucadendron pondoense a été évaluée en 2020 pour la Liste rouge des espèces menacées de l'UICN et est répertoriée comme vulnérable selon les critères B1ab(ii,iii,iv,v)+2ab(ii,iii,iv,v).

## Galerie

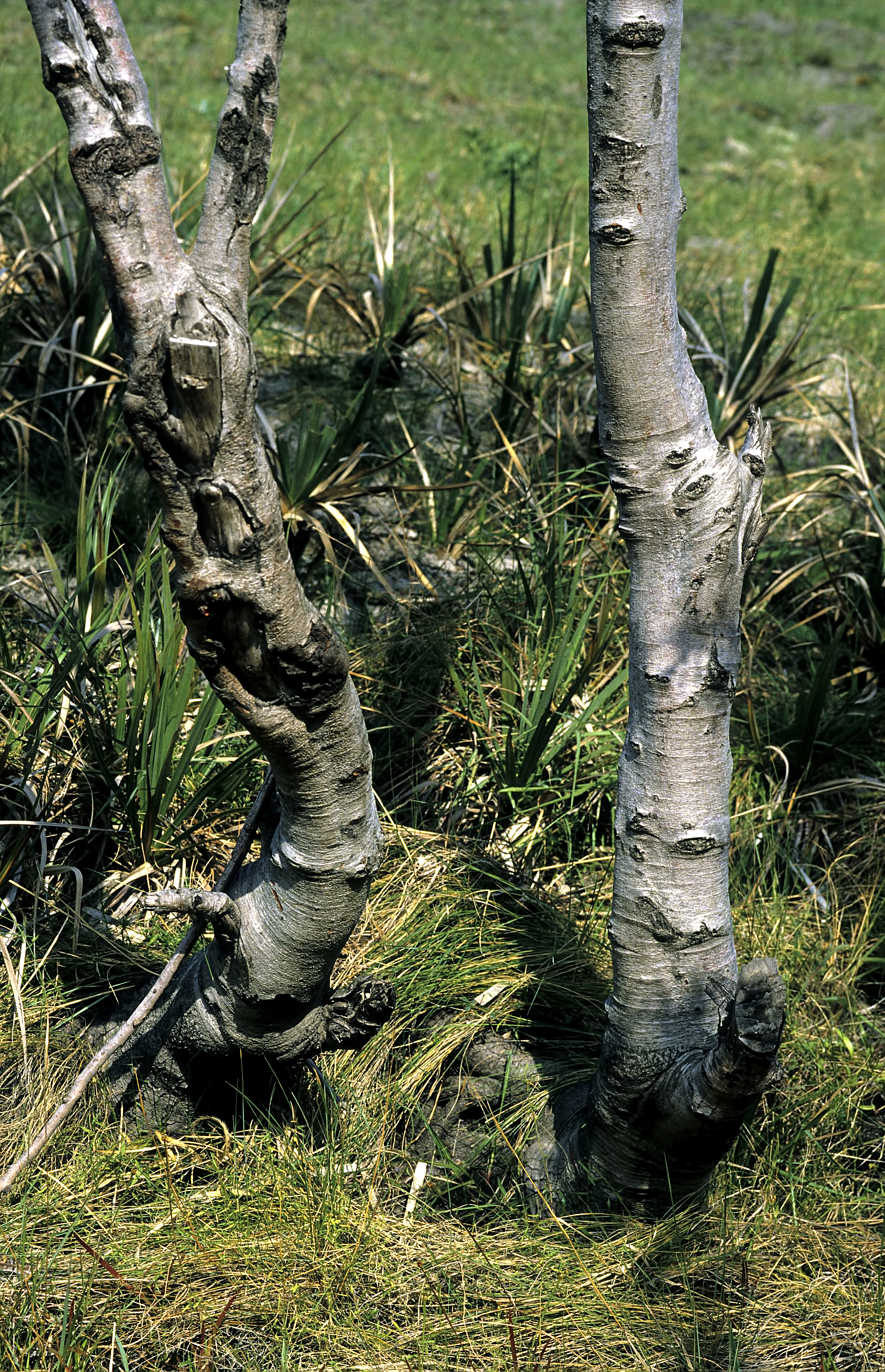
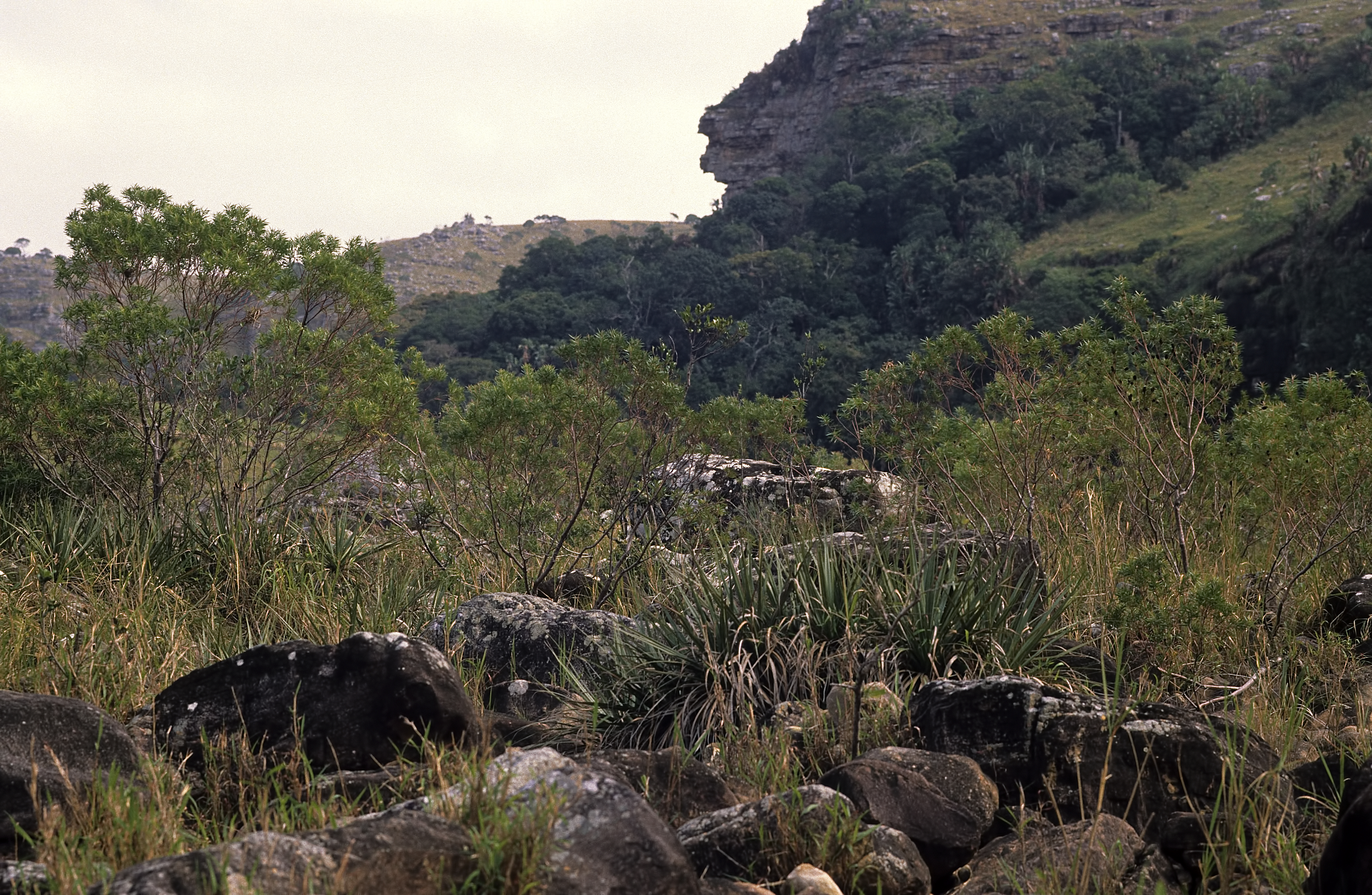
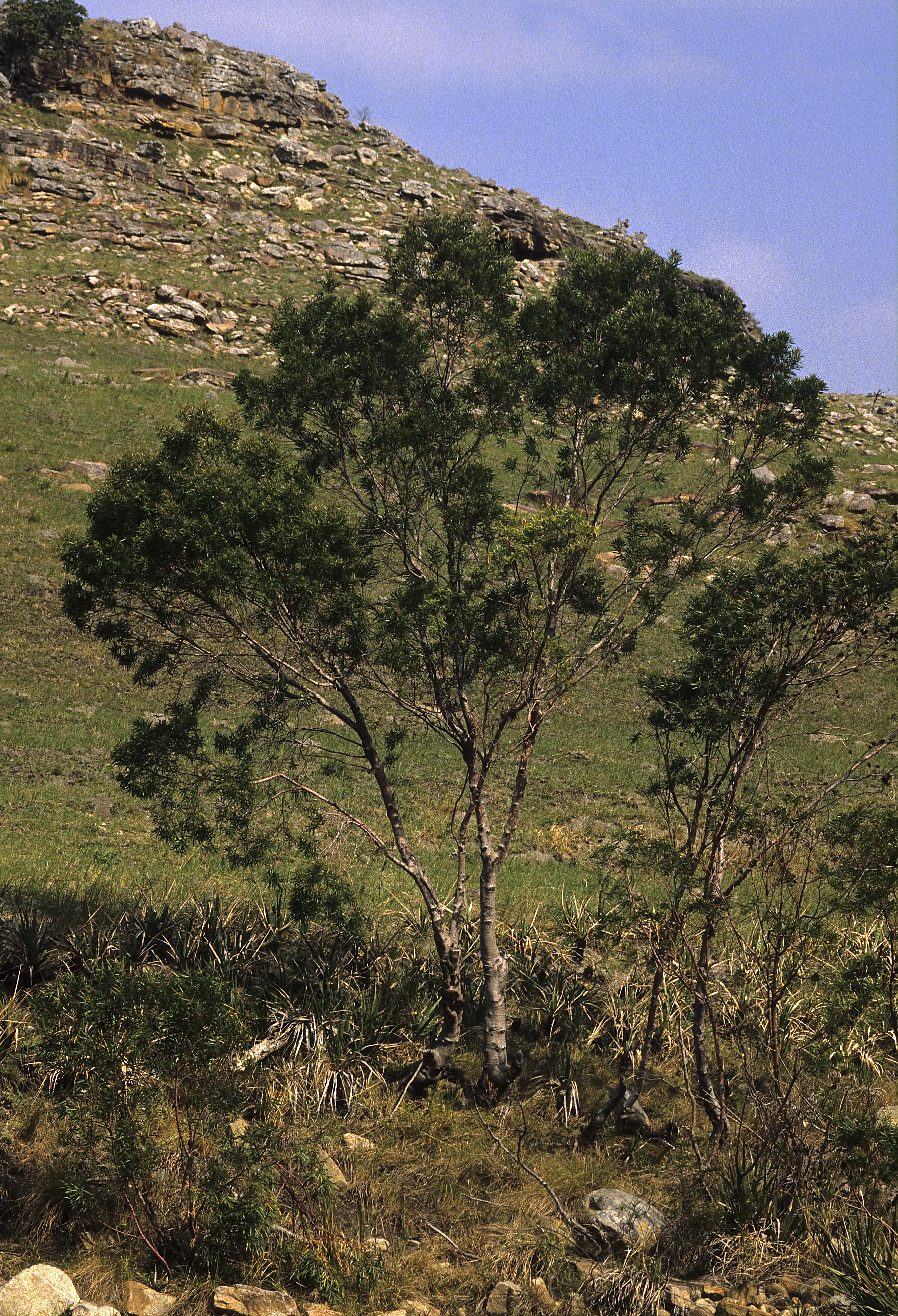
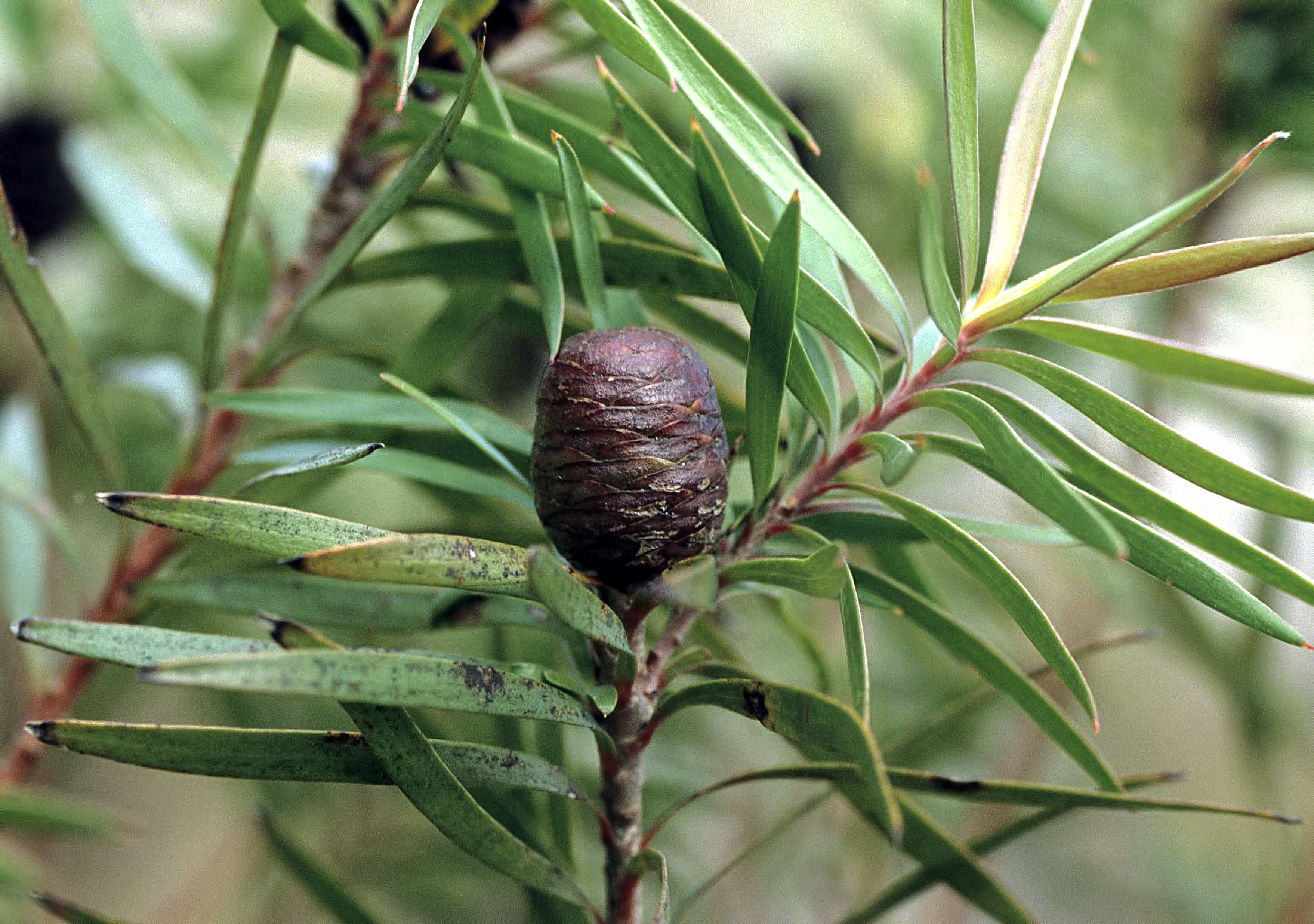
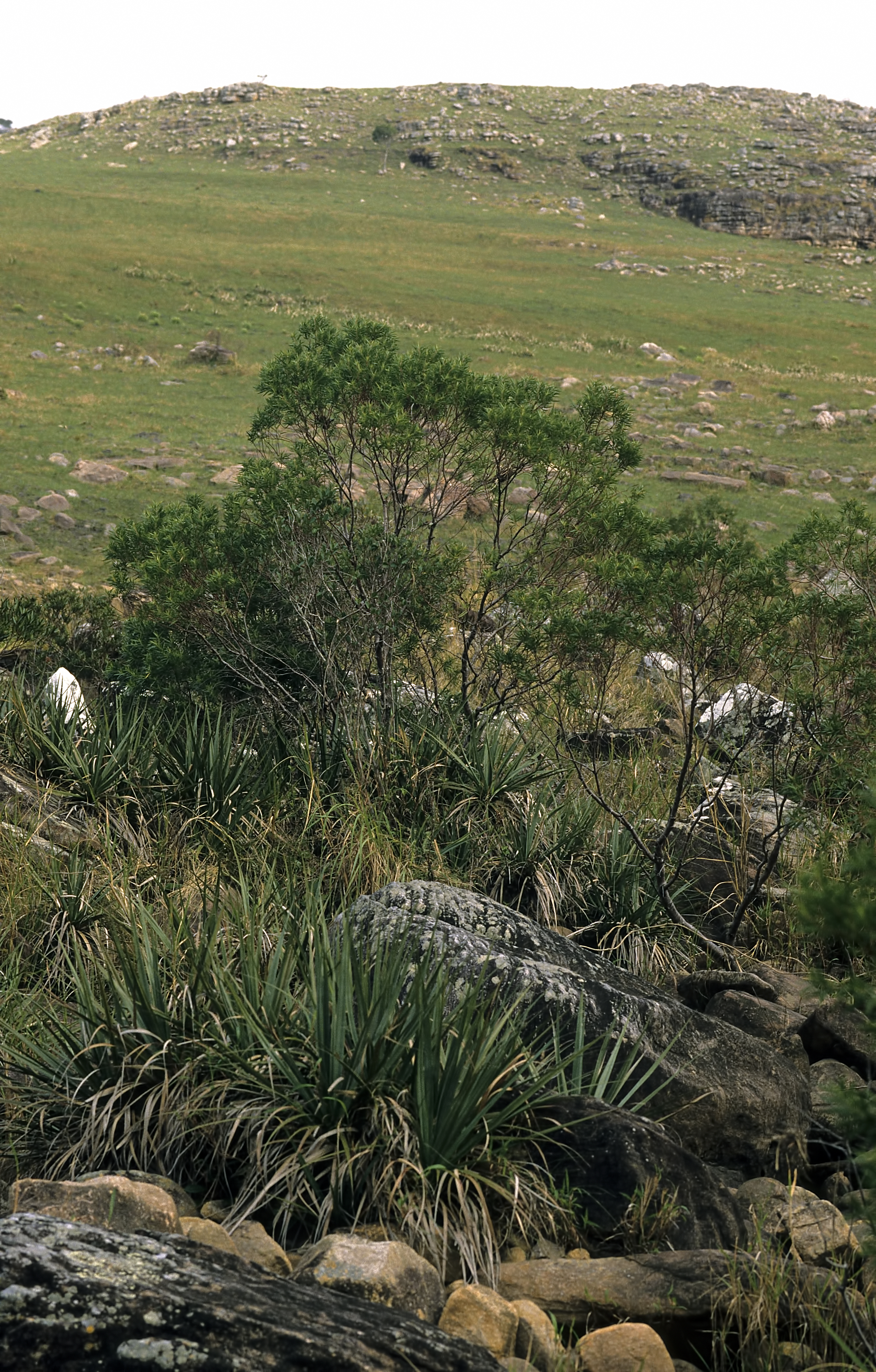
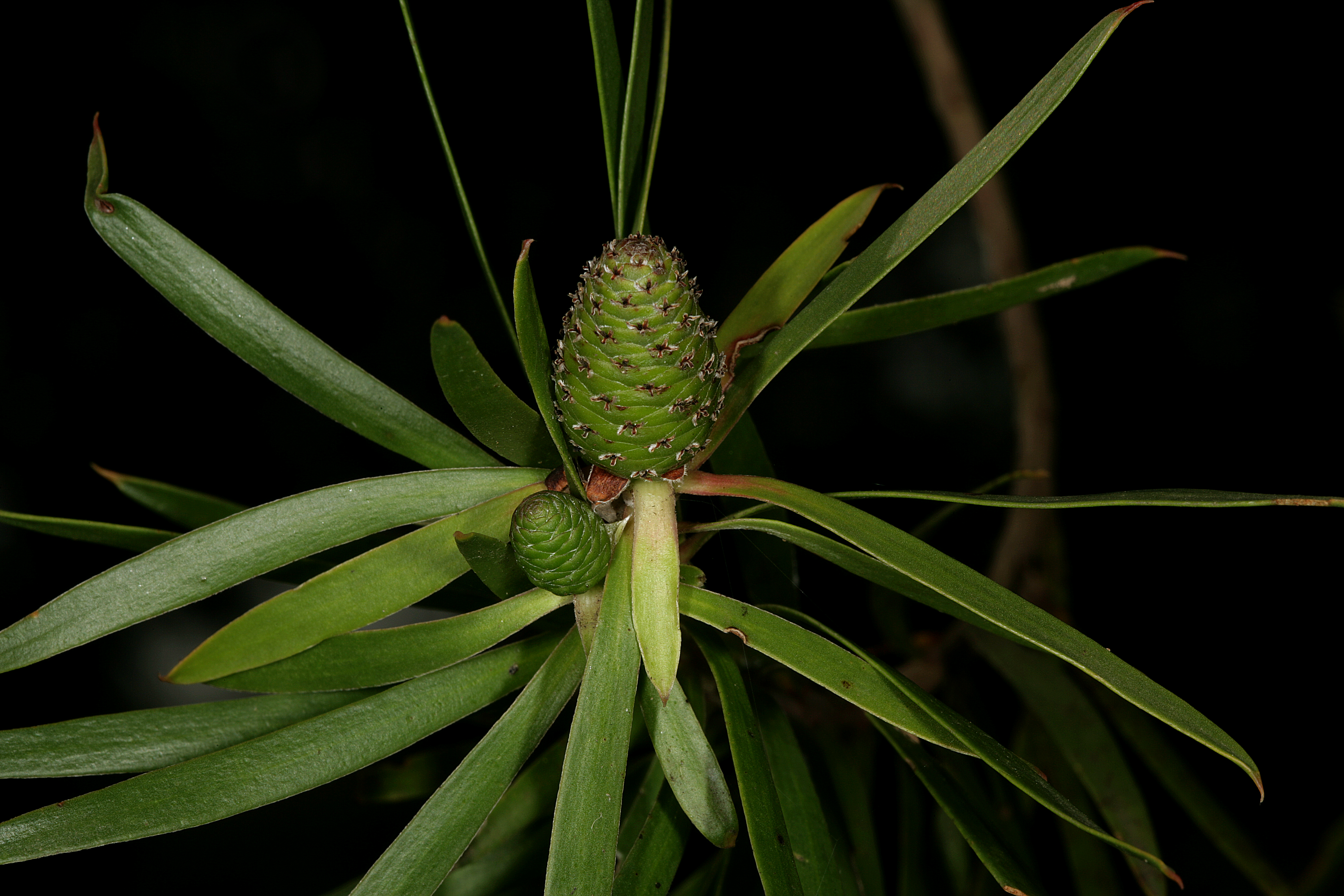
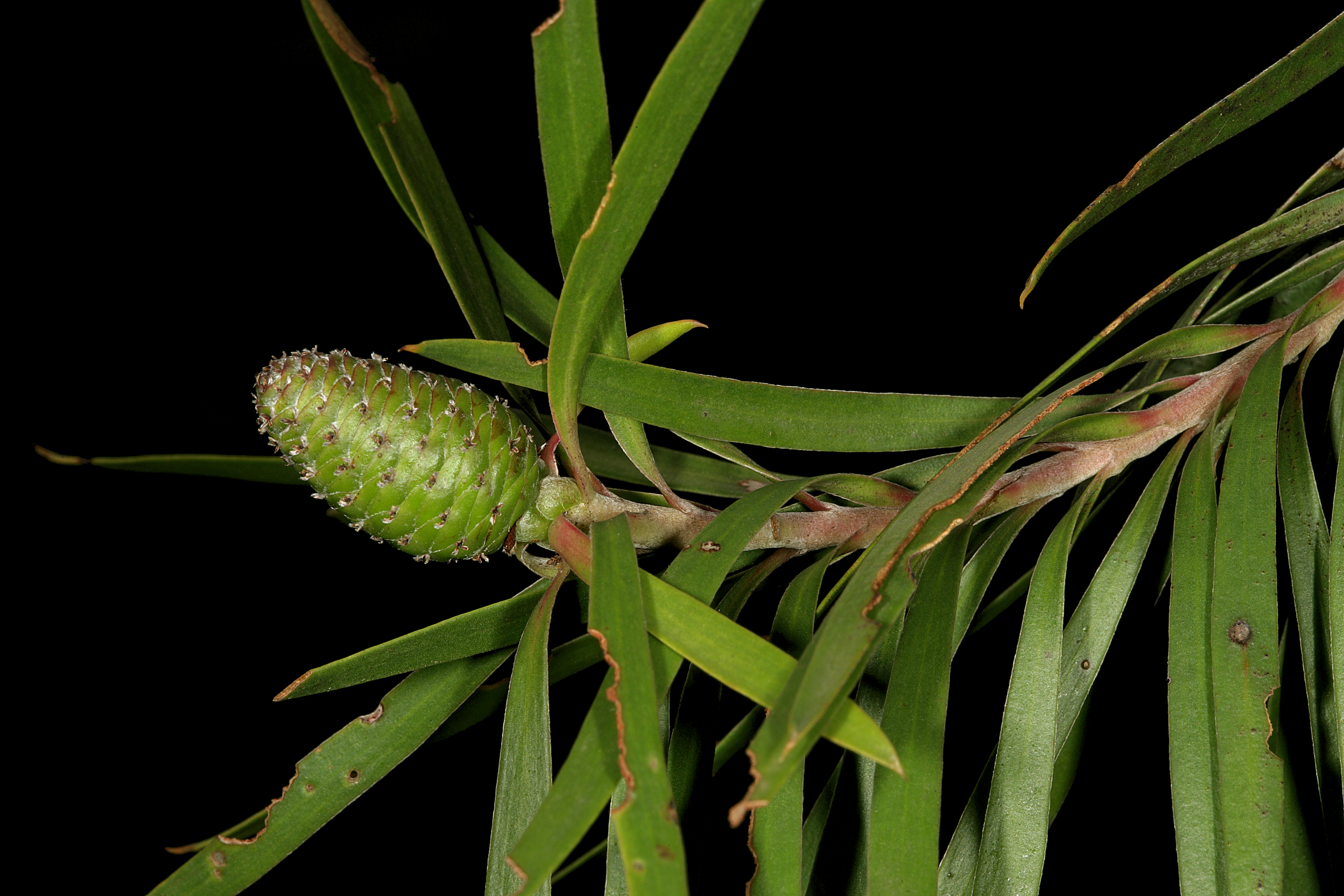
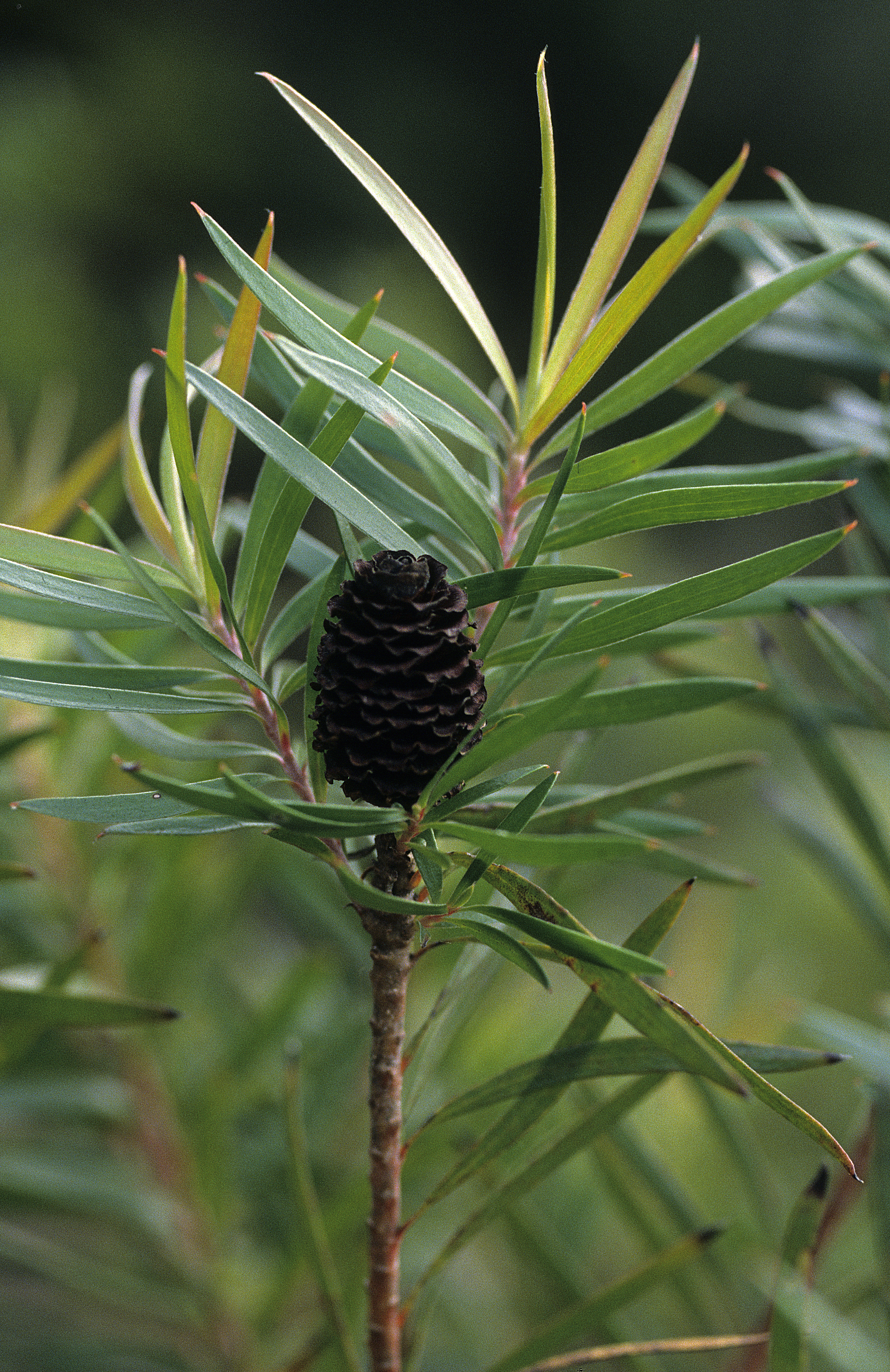

## Dénominations
Cette plante est appelée communément en afrikaans Pondotolbos, et, en anglais, Pondoland conebush.

## Systématique
Le nom correct complet (avec auteur) de ce taxon est Leucadendron pondoense A.E.van Wyk.